# Teenage Hadebe
Teenage Habede (Bulawayo, 17 settembre 1995) è un calciatore zimbabwese, difensore dell'FC Cincinnati e della nazionale zimbabwese.

## Carriera

### Club
Dopo avere iniziato nel campionato zimbabwese, si è trasferito in Sudafrica ai Kaizer Chiefs.

### Nazionale
Ha fatto il suo debutto per la nazionale maggiore nel 2014. Ha partecipato alla Coppa d'Africa nel 2017, nel 2019 e nel 2021.

## Statistiche

### Presenze e reti nei club
Statistiche aggiornate al 9 novembre 2024.
| Stagione                | Squadra                 | Campionato              | Campionato | Campionato | Coppe nazionali | Coppe nazionali | Coppe nazionali | Coppe continentali | Coppe continentali | Coppe continentali | Altre coppe | Altre coppe | Altre coppe | Totale | Totale |
| Stagione                | Squadra                 | Comp                    | Pres       | Reti       | Comp            | Pres            | Reti            | Comp               | Pres               | Reti               | Comp        | Pres        | Reti        | Pres   | Reti   |
| ----------------------- | ----------------------- | ----------------------- | ---------- | ---------- | --------------- | --------------- | --------------- | ------------------ | ------------------ | ------------------ | ----------- | ----------- | ----------- | ------ | ------ |
| 2017-2018               | Kaizer Chiefs           | PD                      | 13         | 1          | CSA+CdL         | 3+0             | 0               |                    | -                  | -                  | MTN 8       | 0           | 0           | 16     | 1      |
| 2018-2019               | Kaizer Chiefs           | PD                      | 13         | 0          | CSA+CdL         | 5+0             | 0               | CCC                | 4                  | 0                  | MTN 8       | 1           | 0           | 23     | 0      |
| Totale Kaizer Chiefs    | Totale Kaizer Chiefs    | Totale Kaizer Chiefs    | 26         | 1          |                 | 8               | 0               |                    | 4                  | 0                  |             | 1           | 0           | 39     | 1      |
| 2019-2020               | Yeni Malatyaspor        | SL                      | 23         | 0          | CT              | 4               | 0               | UEL                | 1                  | 0                  |             | -           | -           | 28     | 0      |
| 2020-2021               | Yeni Malatyaspor        | SL                      | 30         | 2          | CT              | 2               | 0               |                    | -                  | -                  |             | -           | -           | 32     | 2      |
| Totale Yeni Malatyaspor | Totale Yeni Malatyaspor | Totale Yeni Malatyaspor | 53         | 2          |                 | 6               | 0               |                    | 1                  | 0                  |             | -           | -           | 60     | 2      |
| lug.-nov. 2021          | Houston Dynamo          | MLS                     | 17         | 0          |                 | -               | -               |                    | -                  | -                  |             | -           | -           | 17     | 0      |
| 2022                    | Houston Dynamo          | MLS                     | 22         | 2          | USOC            | 1               | 0               |                    | -                  | -                  |             | -           | -           | 23     | 2      |
| 2023                    | Houston Dynamo          | MLS                     | 12+2       | 1+0        | USOC            | 2               | 0               |                    | -                  | -                  |             | -           | -           | 16     | 1      |
| Totale Houston Dynamo   | Totale Houston Dynamo   | Totale Houston Dynamo   | 51+2       | 3+0        |                 | 3               | 0               |                    | -                  | -                  |             | -           | -           | 56     | 3      |
| gen.-lug. 2024          | Konyaspor               | SL                      | 11         | 0          | CT              | 1               | 0               |                    | -                  | -                  |             | -           | -           | 12     | 0      |
| ago.-nov. 2024          | FC Cincinnati           | MLS                     | 4+3        | 0          |                 | -               | -               |                    | -                  | -                  |             | -           | -           | 7      | 0      |
| Totale carriera         | Totale carriera         | Totale carriera         | 150        | 6          |                 | 18              | 0               |                    | 5                  | 0                  |             | 1           | 0           | 174    | 6      |

## Statistiche

### Cronologia presenze e reti in nazionale
| Cronologia completa delle presenze e delle reti in nazionale ― Zimbabwe | Cronologia completa delle presenze e delle reti in nazionale ― Zimbabwe | Cronologia completa delle presenze e delle reti in nazionale ― Zimbabwe | Cronologia completa delle presenze e delle reti in nazionale ― Zimbabwe | Cronologia completa delle presenze e delle reti in nazionale ― Zimbabwe | Cronologia completa delle presenze e delle reti in nazionale ― Zimbabwe | Cronologia completa delle presenze e delle reti in nazionale ― Zimbabwe | Cronologia completa delle presenze e delle reti in nazionale ― Zimbabwe |
| Data                                                                    | Città                                                                   | In casa                                                                 | Risultato                                                               | Ospiti                                                                  | Competizione                                                            | Reti                                                                    | Note                                                                    |
| ----------------------------------------------------------------------- | ----------------------------------------------------------------------- | ----------------------------------------------------------------------- | ----------------------------------------------------------------------- | ----------------------------------------------------------------------- | ----------------------------------------------------------------------- | ----------------------------------------------------------------------- | ----------------------------------------------------------------------- |
| 16-11-2014                                                              | Agadir                                                                  | Marocco                                                                 | 2 – 1                                                                   | Zimbabwe                                                                | Amichevole                                                              | -                                                                       |                                                                         |
| 31-5-2016                                                               | Harare                                                                  | Zimbabwe                                                                | 2 – 0                                                                   | Uganda                                                                  | Amichevole                                                              | 2                                                                       |                                                                         |
| 13-11-2016                                                              | Harare                                                                  | Zimbabwe                                                                | 3 – 0                                                                   | Tanzania                                                                | Amichevole                                                              | -                                                                       |                                                                         |
| 16-12-2016                                                              | Abidjan                                                                 | Costa d'Avorio                                                          | 0 – 0                                                                   | Zimbabwe                                                                | Amichevole                                                              | -                                                                       |                                                                         |
| 11-6-2017                                                               | Harare                                                                  | Zimbabwe                                                                | 3 – 0                                                                   | Liberia                                                                 | Qual. Coppa d'Africa 2019                                               | -                                                                       |                                                                         |
| 21-3-2018                                                               | Lusaka                                                                  | Zambia                                                                  | 2 – 2                                                                   | Zimbabwe                                                                | Amichevole                                                              | -                                                                       |                                                                         |
| 9-9-2018                                                                | Brazzaville                                                             | Rep. del Congo                                                          | 1 – 1                                                                   | Zimbabwe                                                                | Qual. Coppa d'Africa 2019                                               | -                                                                       |                                                                         |
| 13-10-2018                                                              | Kinshasa                                                                | RD del Congo                                                            | 1 – 2                                                                   | Zimbabwe                                                                | Qual. Coppa d'Africa 2019                                               | -                                                                       |                                                                         |
| 16-10-2018                                                              | Harare                                                                  | Zimbabwe                                                                | 1 – 1                                                                   | RD del Congo                                                            | Qual. Coppa d'Africa 2019                                               | -                                                                       |                                                                         |
| 18-11-2018                                                              | Monrovia                                                                | Liberia                                                                 | 1 – 0                                                                   | Zimbabwe                                                                | Qual. Coppa d'Africa 2019                                               | -                                                                       |                                                                         |
| 24-3-2019                                                               | Harare                                                                  | Zimbabwe                                                                | 3 – 0                                                                   | Rep. del Congo                                                          | Qual. Coppa d'Africa 2019                                               | -                                                                       |                                                                         |
| 8-6-2019                                                                | Abuja                                                                   | Nigeria                                                                 | 0 – 0                                                                   | Zimbabwe                                                                | Amichevole                                                              | -                                                                       |                                                                         |
| 21-6-2019                                                               | Il Cairo                                                                | Egitto                                                                  | 1 – 0                                                                   | Zimbabwe                                                                | Coppa d'Africa 2019 - 1º turno                                          | -                                                                       |                                                                         |
| 26-6-2019                                                               | Il Cairo                                                                | Uganda                                                                  | 1 – 1                                                                   | Zimbabwe                                                                | Coppa d'Africa 2019 - 1º turno                                          | -                                                                       |                                                                         |
| 30-6-2019                                                               | Il Cairo                                                                | Zimbabwe                                                                | 0 – 4                                                                   | RD del Congo                                                            | Coppa d'Africa 2019 - 1º turno                                          | -                                                                       |                                                                         |
| 10-9-2019                                                               | Bulawayo                                                                | Zimbabwe                                                                | 3 – 1                                                                   | Somalia                                                                 | Qual. Mondiali 2022                                                     | -                                                                       |                                                                         |
| 15-11-2019                                                              | Harare                                                                  | Zimbabwe                                                                | 3 – 0                                                                   | Botswana                                                                | Qual. Coppa d'Africa 2021                                               | -                                                                       |                                                                         |
| 19-11-2019                                                              | Lusaka                                                                  | Zambia                                                                  | 1 – 2                                                                   | Zimbabwe                                                                | Qual. Coppa d'Africa 2021                                               | -                                                                       |                                                                         |
| 11-10-2020                                                              | Abuja                                                                   | Malawi                                                                  | 0 – 0                                                                   | Zimbabwe                                                                | Amichevole                                                              | -                                                                       |                                                                         |
| 12-11-2020                                                              | Algeri                                                                  | Algeria                                                                 | 3 – 1                                                                   | Zimbabwe                                                                | Qual. Coppa d'Africa 2021                                               | -                                                                       | 64’                                                                     |
| 16-11-2020                                                              | Harare                                                                  | Zimbabwe                                                                | 2 – 2                                                                   | Algeria                                                                 | Qual. Coppa d'Africa 2021                                               | -                                                                       |                                                                         |
| 25-3-2021                                                               | Francistown                                                             | Botswana                                                                | 0 – 1                                                                   | Zimbabwe                                                                | Qual. Coppa d'Africa 2021                                               | -                                                                       |                                                                         |
| 9-10-2021                                                               | Cape Coast                                                              | Ghana                                                                   | 3 – 1                                                                   | Zimbabwe                                                                | Qual. Mondiali 2022                                                     | -                                                                       | 15’ 90+2’                                                               |
| 12-10-2021                                                              | Harare                                                                  | Zimbabwe                                                                | 0 – 1                                                                   | Ghana                                                                   | Qual. Mondiali 2022                                                     | -                                                                       |                                                                         |
| 2-1-2022                                                                | Harare                                                                  | Zimbabwe                                                                | 0 – 0                                                                   | Sudan                                                                   | Amichevole                                                              | -                                                                       |                                                                         |
| 10-1-2022                                                               | Bafoussam                                                               | Senegal                                                                 | 1 – 0                                                                   | Zimbabwe                                                                | Coppa d'Africa 2021 - 1º turno                                          | -                                                                       |                                                                         |
| 14-1-2022                                                               | Bafoussam                                                               | Malawi                                                                  | 2 – 1                                                                   | Zimbabwe                                                                | Coppa d'Africa 2021 - 1º turno                                          | -                                                                       | 29’                                                                     |
| 15-11-2023                                                              | Butare                                                                  | Ruanda                                                                  | 0 – 0                                                                   | Zimbabwe                                                                | Qual. Mondiali 2026                                                     | -                                                                       |                                                                         |
| 19-11-2023                                                              | Butare                                                                  | Zimbabwe                                                                | 0 – 0                                                                   | Nigeria                                                                 | Qual. Mondiali 2026                                                     | -                                                                       |                                                                         |
| 23-3-2024                                                               | Lusaka                                                                  | Zambia                                                                  | 2 – 2                                                                   | Zimbabwe                                                                | Amichevole                                                              | -                                                                       |                                                                         |
| 26-3-2024                                                               | Harare                                                                  | Zimbabwe                                                                | 0 – 0                                                                   | Kenya                                                                   | Amichevole                                                              | -                                                                       | 6’, 56’                                                                 |
| 7-6-2024                                                                | Johannesburg                                                            | Zimbabwe                                                                | 0 – 2                                                                   | Lesotho                                                                 | Qual. Mondiali 2026                                                     | -                                                                       | 7’                                                                      |
| 10-9-2024                                                               | Kampala                                                                 | Zimbabwe                                                                | 0 – 0                                                                   | Camerun                                                                 | Qual. Coppa d'Africa 2025                                               | -                                                                       | 90+6’                                                                   |
| 10-10-2024                                                              | Johannesburg                                                            | Namibia                                                                 | 0 – 1                                                                   | Zimbabwe                                                                | Qual. Coppa d'Africa 2025                                               | -                                                                       | 90+1’                                                                   |
| 14-10-2024                                                              | Johannesburg                                                            | Zimbabwe                                                                | 3 – 1                                                                   | Namibia                                                                 | Qual. Coppa d'Africa 2025                                               | -                                                                       | 64’ 73’                                                                 |
| 15-11-2024                                                              | Polokwane                                                               | Zimbabwe                                                                | 1 – 1                                                                   | Kenya                                                                   | Qual. Coppa d'Africa 2025                                               | -                                                                       |                                                                         |
| 19-11-2024                                                              | Yaoundé                                                                 | Camerun                                                                 | 2 – 1                                                                   | Zimbabwe                                                                | Qual. Coppa d'Africa 2025                                               | -                                                                       |                                                                         |
| Totale                                                                  |                                                                         | Presenze                                                                | 37                                                                      |                                                                         | Reti                                                                    | 2                                                                       |                                                                         |

## Palmarès
- Lamar Hunt U.S. Open Cup: 1

Houston Dynamo: 2023